# Lisandro López
Lisandro López (nascut a Buenos Aires, Argentina, el 2 de març del 1983), és un futbolista argentí que actualment juga de davanter a l'Atlanta United. López també ha estat internacional amb la selecció de l'Argentina.